# Јуриј Истомин
Јуриј Васиљевич Истомин (рус. Юрий Васильевич Истомин; 3. јул 1944 — 6. фебруар 1999) био је совјетски фудбалер, играо на позицији десног бека. Заслужни мајстор спорта СССР.

## Биографија
Поникао је у млађим категоријама Авангарда из Харкова. Године 1964. позван је у војску и пребачен у СКА Кијев, где је провео две сезоне. За талентованог дефанзивца тада су били заинтересовани ЦСКА (Москва) и Динамо (Кијев). По налогу генералштаба послат је у московски клуб.
Под вођством Сергеја Шапошњикова, усталио се на десном боку одбране, заменивши Владимира Пономарјова на том месту. Године 1970. постао је шампион СССР-а. По завршетку сезоне изабран је у тим године на листи „33 најбоља фудбалера”. Током боравка у ЦСКА још четири пута је био на другом месту на истој листи. По одласку из ЦСКА 1974. године, неко време је играо за СК Луцк.
Добио је неколико позива да наступи за репрезентацију СССР-а, први пут 1967. Био је у саставу репрезентације на Европском првенству 1968. одигравши све утакмице у завршној фази и у полуфиналу против Италије, и утакмицу за треће место са Енглеском. Пропустио је Светско првенство 1970. због повреде у претходној сезони. Године 1972. освојио је сребрну медаљу на Европском првенству и бронзану на Летњим олимпијским играма. Укупно је наступио 34 пута за репрезентацију Совјетског Савеза.
Преминуо је у 55. години живота 6. фебруара 1999. године у Москви.

## Успеси

### Клуб
- Првенство СССР: 1970.

### Репрезентација
СССР
- Европско првенство друго место: Белгија 1972.
- Олимпијске игре бронза: Минхен 1972.